# Sân vận động Océane
Sân vận động Océane (tiếng Pháp: Stade Océane) hay Sân vận động Havre lớn là một sân vận động bóng đá toàn chỗ ngồi ở Le Havre, Pháp. Sân vận động có sức chứa 25.178 chỗ ngồi. Đây là sân nhà của Le Havre AC. Sân vận động này thay thế cho Sân vận động Jules Deschaseaux làm sân nhà của câu lạc bộ Le Havre AC. Sân được khánh thành vào ngày 12 tháng 7 năm 2012, với trận đấu giao hữu giữa Le Havre AC và Lille.

## Giải vô địch bóng đá nữ thế giới 2019
Sân vận động này là một trong những địa điểm tổ chức Giải vô địch bóng đá nữ thế giới 2019. Sân đã tổ chức 5 trận đấu vòng bảng, một trận đấu vòng 16 đội và một trận tứ kết.
| Ngày                | Thời gian (CEST) | Đội #1      | Kết quả      | Đội #2      | Vòng        | Khán giả |
| ------------------- | ---------------- | ----------- | ------------ | ----------- | ----------- | -------- |
| 8 tháng 6 năm 2019  | 18:00            | Tây Ban Nha | 3–1          | Nam Phi     | Bảng B      | 12.044   |
| 11 tháng 6 năm 2019 | 15:00            | New Zealand | 0–1          | Hà Lan      | Bảng E      | 10.654   |
| 14 tháng 6 năm 2019 | 21:00            | Anh         | 1–0          | Argentina   | Bảng D      | 20.294   |
| 17 tháng 6 năm 2019 | 18:00            | Trung Quốc  | 0–0          | Tây Ban Nha | Bảng B      | 11.814   |
| 20 tháng 6 năm 2019 | 21:00            | Thụy Điển   | 0–2          | Hoa Kỳ      | Bảng F      | 22.418   |
| 23 tháng 6 năm 2019 | 21:00            | Pháp        | 2–1 (s.h.p.) | Brasil      | Vòng 16 đội | 23.965   |
| 27 tháng 6 năm 2019 | 21:00            | Na Uy       | 0–3          | Anh         | Tứ kết      | 21.111   |